# I østen stiger solen op
"I østen stiger solen op" er en dansk salme med tekst af  B.S. Ingemann, der skrev den i  1837. Den synges almindeligvis på en melodi C.E.F. Weyse fra samme år.
Niels W. Gade har skrevet en koralversion af sangen.

## Tekst
I østen stiger solen op,

den spreder guld på sky,

går over hav og bjergetop,

går over land og by.
Den kommer fra den favre kyst,

hvor paradiset lå;

den bringer lys og liv og lyst

til store og til små.

Den hilser os endnu så smukt

fra edens morgenrød,

hvor træet stod med evig frugt,

hvor livets væld udflød,

Den hilser os fra lysets hjem,

hvor størst Guds lys oprandt

med stjernen over Bethlehem,

som østens vise fandt.

Og med Guds sol udgår fra øst

en himmelsk glans på jord,

et glimt fra paradisets kyst,

hvor livets abild gror.

Og alle stjerner neje sig,

hvor østens sol går frem:

Den synes dem hin stjerne lig,

der stod ved Bethlehem.

Du soles sol fra Bethlehem!

Hav tak og lov og pris

for hvert et glimt fra lysets hjem

og fra dit paradis.

## Udgivelser
Bo Holtens arrangement for SATB-kor er udgivet i 1999.